# Mark Petrie (músico)
Mark Petrie (nacido el 20 de mayo de 1979 en Auckland, Nueva Zelanda) es un compositor de Nueva Zelanda para cine, televisión y música de juegos de computadora.
Es conocido por componer la música de tráileres como Guardianes de la Galaxia, Life of Pi, Misión imposible: Protocolo fantasma, Sherlock Holmes: Juego de sombras, Avengers: Infinity War y Venom.

## Primeros años e influencias
Petrie nació y creció en Auckland, Nueva Zelanda. Comenzó su educación musical temprana durante su estudio de ocho años en la Escuela Dilworth, donde estudió piano y composición. Después de obtener una beca para la grabación de películas en el Berklee College of Music en Boston, MA, se mudó a los Estados Unidos y se graduó en música de cine.

## Trabajo artístico
Después de graduarse de Berklee College of Music, Petrie recibió el Pete Carpenter Film Composing Fellow de la Fundación BMI.
Se mudó a Los Ángeles para trabajar bajo la dirección del compositor ganador del Grammy Mike Post. Luego comenzó a escribir para programas de televisión y películas independientes. En 2007, trabajó con PostHaste Music para componer música para tráileres. Petrie es conocido en sus composiciones por "difundir elementos contemporáneos a través de la escritura orquestal épica".